# Kiunguja
Le kiunguja, littéralement "la langue d'Unguja", est le dialecte historique des environs du quartier de « Stone Town » de la ville de Zanzibar sur l'île de Zanzibar qui a servi de base dans les années 1930 à la création d'une forme standard du kiswahili ou swahili nommée dans la langue-même kiswahili sanifu.